# Nicosia
Nicosia é uma comuna italiana da região da Sicília, província de Enna, com cerca de 14.824 habitantes. Estende-se por uma área de 217 km², tendo uma densidade populacional de 68 hab/km². Faz fronteira com Calascibetta, Castel di Lucio (ME), Cerami, Gagliano Castelferrato, Gangi (PA), Geraci Siculo (PA), Leonforte, Mistretta (ME), Nissoria, Sperlinga.